# Pininfarina New Stratos
La Pininfarina New Stratos è una coupé sportiva, riedizione della Lancia Stratos, su base Ferrari F430.
La vettura, nata inizialmente nel 2010 come una one-off realizzata da Pininfarina, nel 2018 è stata prodotta in edizione limitata da Manifattura Automobili Torino.

## Contesto

### Fenomenon Stratos

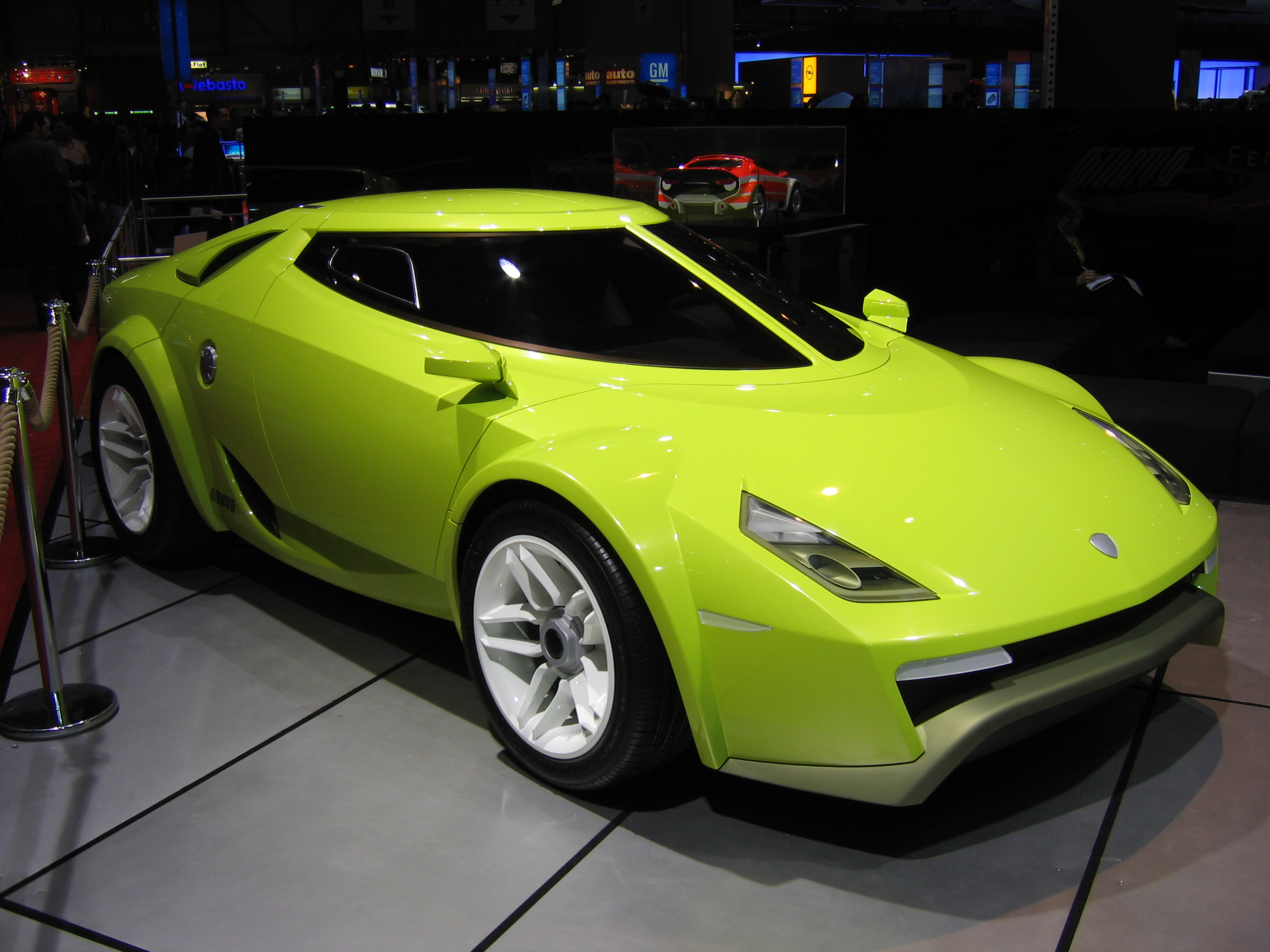
La Fenomenon Stratos del 2005, esercizio di stile dell'omonimo studio.

Nel 2004 iniziano a trapelare informazioni riguardo a un'interpretazione, da parte di uno studio di progettazione inglese, dello storico modello Stratos di Lancia; tale studio annuncia la propria partecipazione al salone dell'automobile di Ginevra nell'anno successivo, con un prototipo fortemente ispirato alla berlinetta italiana degli anni 1970. A capo dello studio, denominato Fenomenon Holistic Design vi è un designer, Chris Hrabalek, responsabile anche della linea dell'esercizio di stile.
Il progetto si svela in sede annunciata nel marzo 2005 con un modello denominato Fenomenon Stratos, disegnato da Chris Hrabalek e sviluppato insieme alla Prodrive. Lo studio è concepito per montare un motore V8 da 425 cavalli in posizione centrale.

### New Stratos

#### One-off
A fine novembre 2010 la Pininfarina propone di seguito il prototipo di una nuova Stratos, realizzato a partire da una Ferrari F430 quale donor car e commissionato da Michael Stoschek, imprenditore automobilistico e collezionista d'auto d'epoca, per suo figlio Maximilian. Tale one-off, denominata New Stratos e il cui sviluppo è stato affidato all'ingegnere Paolo Garella, ha successivamente ottenuto l'omologazione TÜV per poter circolare su strada.
L'obiettivo della Pininfarina è stato quello di realizzare un nuovo modello che ricordasse, sia nelle forme sia nell'anima, l'auto originale. Il passo della New Stratos è di soli 240 centimetri: infatti, partendo dal telaio della F430, si sono "limati" 20 centimetri. Diverse altre cose sono state modificate, grazie anche al supporto di Tiago Monteiro, ex pilota di Formula 1: tra le diversità vi è un rinforzo del telaio con l'aggiunta di una gabbia in acciaio di 55 kg, che porta la vettura ad avere un peso di 1240 kg, leggermente più leggera della F430. I cerchi di 19 pollici montano pneumatici di 265/30 anteriori e 315/30 posteriori, e freni Brembo.

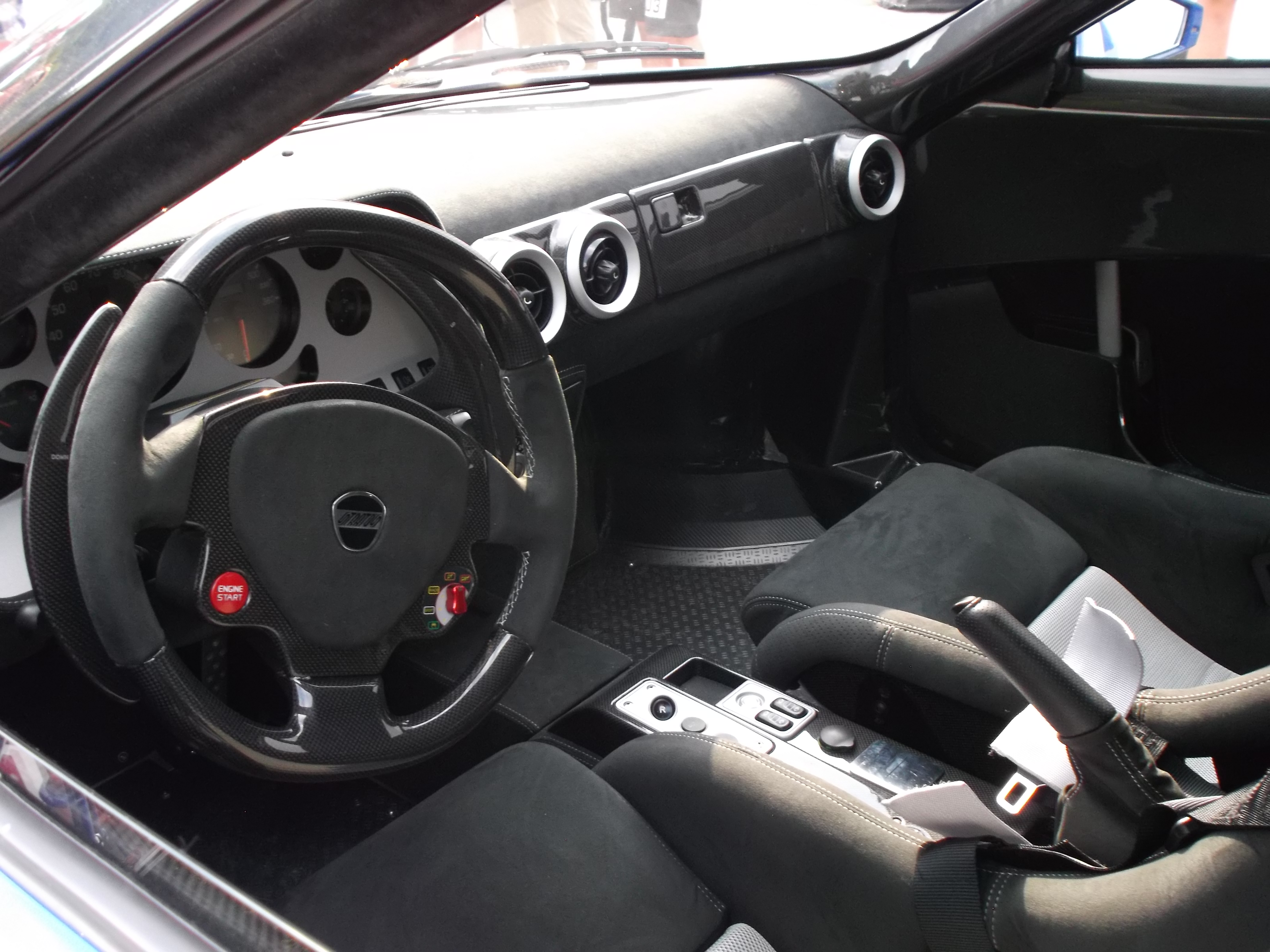
Interni della New Stratos

La New Stratos è dotata di un motore 4.3 V8 Ferrari con un impianto di scarico specifico, nuovi collettori, catalizzatore e variante del cambio robotizzato a sei rapporti della vettura originale, capace di effettuare i passaggi di marcia in meno di 60 millisecondi. Le sue prestazioni (non ufficiali) dichiarerebbero un'accelerazione da 0 a 100 km/h in 3,5 secondi e una velocità massima di 274 km/h, per via dei rapporti del cambio accorciati rispetto alla F430. Le dimensioni sono di 418 cm di lunghezza per 197 cm di larghezza e 126 cm di altezza.
La vettura è inoltre marchiata con un logo che ricorda quello Lancia in uso negli anni 2010, ma riportante al suo interno la sola scritta «Stratos»; questo per contribuire ad affermare un certo tono di assonanza sportiva alla storica casa torinese che, divenuta di proprietà di Fiat Chrysler Automobiles, non ha più avanzato studi di vetture sportive, nonostante le richieste degli appassionati del marchio.

#### Serie limitata
Dopo la one-off marciante del 2010, sono iniziate a trapelare indiscrezioni riguardo a una piccola futura produzione in serie. Tale notizia venne divulgata proprio da Michael Stoschek, ma non confermata dalle altre parti interessate; anzi nella circostanza Ferrari annunciò di non concedere l'eventuale supporto tecnico per la produzione in piccola serie della New Stratos, e anche Pininfarina si dichiarò estranea all'intenzione di avviare in proprio, o conto terzi, un'ipotetica iniziativa commerciale del modello.
Dopo anni di silenzio, il progetto della New Stratos è tornato in auge nel 2017 quando l'ingegner Garella, nel frattempo fondatore della Manifattura Automobili Torino, si è reso disponibile a sostenere, per conto della sua azienda, una produzione in serie limitata del modello «stimata in 25 esemplari», avviata dopo un nuovo debutto della vettura al salone dell'automobile di Ginevra del 2018.